# Kellogg Company
A Kellogg Company (ismertebb nevén Kellogg's) egy amerikai élelmiszer-gyártó cég, főleg gabonapelyheiről ismert, de egyéb étel termékeket is gyártanak, például a Pringles chipset. Székhelye a Michigan állambeli Battle Creekben található, európai főhadiszállása pedig az angliai Stratfordban.

## Története
Will Kellogg és John Harvey Kellogg testvérek 1898-ban alapítottak egy egészséges ételeket árusító céget, "Battle Creek Sanatorium Health Food Company" néven. 1901-ben a név "Battle Creek Sanatorium Food Company"re módosult. A cég aztán egyesült a Sanitas Nut Food Company-vel, és 1908-ban Kellogg Food Company-re változott a név. 1921-ben Battle Creek Foods-ra változott a vállalat neve.
John Kellogg azonban megtiltotta testvérének, hogy ételeket árusítson. Will megalapította a Battle Creek Toasted Corn Flake Companyt, 1906-ban. 1909-ben Kellogg Toasted Corn Flake Companyre változott a név, majd 1922-ben felvette a Kellogg Company nevet,  amelyet a mai napig használ.
1930-ban a Kellogg Company bejelentette, hogy a gyáraiban a munkások 30 órát dolgoznak, 40 helyett. Ez a második világháborúig maradt így. 
1969-től 1977-ig több kisebb ételgyártó céget is megvettek.
2001-ben vették meg a Keebler Companyt. Az évek során megvették a Morningstar Farms illetve Kashi cégeket is. 2012-ben megvették a Pringles-t a Procter & Gamble-től, így a Kellogg's a világ második legnagyobb étel gyártó cégévé vált, a PepsiCo után.
2017-ben újabb leányvállalattal bővült a cég, a "Rxbar" személyében, amelyet 600 millió dollárért vettek meg.
A Kellogg's jelenlegi leányvállalatai: Rxbar, Kashi, Morningstar Farms, Keebler Company, Bear Naked Inc.
Gabonapelyhei, illetve a Pringles chips Magyarországon is kaphatók, bármelyik nagyobb áruházban.